# David Gómez (pianista)
David Gómez nació en la ciudad de Wattwil, Suiza en 1974. Es un pianista pupilo de la profesora y concertista Marta Christel. También estudió con los profesores del Conservatorio de Música de Ginebra Emilio Muriscot y Claudie Desmeules. Sus estudios fueron ampliados en el Conservatorio de Róterdam (Holanda) bajo la dirección de Michael Davidson.

## Carrera
Nacido en Wattwil (Suiza) en 1974, David Gómez contactó con la música a muy temprana edad de la mano de Marta Christel. Posteriormente estudió con el profesor Emilio Muriscot y con Claudie Desmeules, profesora del Conservatorio de Ginebra. Ha ampliado estudios con el pianista Michael Davidson en el Conservatorio de Róterdam (Holanda), donde ha llevado a cabo también estudios de dirección orquestal y de Tango para piano. Ha realizado cursos de perfeccionamiento con diferentes pianistas, como Roberto Bravo, Walter Hauzig, Ramón Coll, etc.
Ofreció su primer recital a la edad de 14 años, y desde entonces ha ofrecido numerosos recitales en calidad de solista por los 5 continentes, destacando su reciente debut en el Carnegie Hall de Nueva York. Asimismo ha ofrecido conciertos en el Concertgebouw de Ámsterdam, Concertgebouw de Doelen (Róterdam), Ópera de El Cairo, Chicago Cultural Center, India International Center, Museo Pushkin de Moscú, National Concert Hall de Dublín, Radio Polaca en Varsovia, Sudáfrica, Jordania, Eslovaquia, Emiratos Árabes Unidos, Australia, Argentina, Chile, Paraguay, Uruguay, México, Nicaragua, Jamaica, Cuba, Panamá, Marruecos, Argelia, Tanzania, Zimbabue, Austria, Alemania, Japón, Corea del Sur, Vietnam, Tailandia, Indonesia, Singapur, Brasil, Venezuela, Palestina, Israel, Arabia Saudí, Siria, Chipre, Grecia, etc.
El Presidente de Honduras le invitó a realizar un recital en la Casa Presidencial.
Representó a España en el IX Festival Internacional de Piano en Blanco y Negro en México y en otras ciudades.
Es el creador de 1 PIANO & 200 VELAS www.1y200.com 
Su proyecto le ha llevado a actuar en lugares tan mágicos e inusuales como: castillos, cementerios, faros, desguaces, poblados prehistóricos, patios, lagos, estaciones de tren, etc., con la finalidad de acercar el mundo del piano al gran público.

## Discografía
- 2021: Spring in the dark
- 2020: Lockdown on a piano Vol. II
- 2020: Lockdown on a piano Vol. I
- 2019: Sous les étoiles
- 2017: Pianographie
- 2013: The Island

## Premios
- II Concurso de Piano “Miquel Ballester i Serra”,
- V Concurso Internacional de Piano “Pío Tur”
- Nacional de Piano “Antoni Torrandell”
- Arte Joven 97
- Quedó finalista en la “Doelen Competition” (Holanda)